# Aeroporti in Texas
Il seguente è l'elenco degli aeroporti con traffico passeggeri superiore ai 10.000 annui in Texas:
| CITTÀ                        | FAA | IATA | ICAO | NOME AEROPORTO                                             | PASSEGGERI (2006) |  |
| ---------------------------- | --- | ---- | ---- | ---------------------------------------------------------- | ----------------- |  |
|                              |     |      |      |                                                            |                   |  |
| Abilene                      | ABI | ABI  | KABI | Aeroporto di Abilene                                       | 90,918            |  |
| Amarillo                     | AMA | AMA  | KAMA | Aeroporto di Amarillo                                      | 446,926           |  |
| Austin                       | AUS | AUS  | KAUS | Aeroporto di Austin-Bergstrom                              | 3,945,020         |  |
| Beaumont / Port Arthur       | BPT | BPT  | KBPT | Aeroporto del Texas Sudest                                 | 38,626            |  |
| Brownsville                  | BRO | BRO  | KBRO | Aeroporto di Brownsville                                   | 90,580            |  |
| College Station              | CLL | CLL  | KCLL | Easterwood Airport (Easterwood Field)                      | 85,754            |  |
| Corpus Christi / Kingsville  | CRP | CRP  | KCRP | Aeroporto di Corpus Christi                                | 429,394           |  |
| Dallas                       | DAL | DAL  | KDAL | Aeroporto di Dallas Love Field                             | 3,443,537         |  |
| Dallas-Fort Worth            | DFW | DFW  | KDFW | Aeroporto di Dallas-Fort Worth                             | 28,627,749        |  |
| Del Rio                      | DRT | DRT  | KDRT | Aeroporto di Del Rio                                       | 16,967            |  |
| El Paso                      | ELP | ELP  | KELP | Aeroporto di El Paso                                       | 1,658,102         |  |
| Fort Hood / Killeen / Temple | GRK | GRK  | KGRK | Aeroporto di Killeen-Fort Hood / Robert Gray Army Airfield | 209,236           |  |
| Harlingen                    | HRL | HRL  | KHRL | Aeroporto di Harlingen                                     | 431,365           |  |
| Houston                      | IAH | IAH  | KIAH | Aeroporto di Houston-George Bush                           | 20,479,291        |  |
| Houston                      | HOU | HOU  | KHOU | Aeroporto di Houston William P. Hobby                      | 4,115,021         |  |
| Laredo                       | LRD | LRD  | KLRD | Aeroporto di Laredo                                        | 97,331            |  |
| Longview                     | GGG | GGG  | KGGG | Aeroporto dell'Est Texas                                   | 25,353            |  |
| Lubbock                      | LBB | LBB  | KLBB | Aeroporto di Lubbock Preston Smith                         | 564,799           |  |
| McAllen                      | MFE | MFE  | KMFE | Aeroporto di McAllen-Miller                                | 396,157           |  |
| Midland                      | MAF | MAF  | KMAF | Aeroporto di Midland                                       | 473,986           |  |
| San Angelo                   | SJT | SJT  | KSJT | Aeroporto di San Angelo (Mathis Field)                     | 68,236            |  |
| San Antonio                  | SAT | SAT  | KSAT | Aeroporto di San Antonio                                   | 3,915,428         |  |
| Tyler                        | TYR | TYR  | KTYR | Aeroporto di Tyler                                         | 79,076            |  |
| Waco                         | ACT | ACT  | KACT | Aeroporto di Waco                                          | 74,235            |  |
| Wichita Falls                | SPS | SPS  | KSPS | Aeroporto di Wichita Falls / Sheppard Air Force Base       | 46,526            |  |